# 세방전지
세방전지주식회사(SEBANG GLOBAL BATTERY CO., LTD.)는 1952년 9월에 자동차용 및 산업용 축전지의 제조 및 판매를 목적으로 설립된 기업이다. 1987년 11월 발행주식을 한국증권선물거래소가 개설하는 유가증권시장에 상장한 주권상장 법인이다.
축전지의 제조, 판매를 주요사업으로 하고 있다.
세방전지가 속한 세방그룹은 총 39개 계열사로 구성되어 있으며, 세방그룹 전체 자산총액은 약 3조원(2021년 12월)으로 중견기업에 해당된다. 특히 세방전지는 현금및현금성자산 보유율이 굉장히 높아 안정적이고 우량한 기업으로 평가된다.

## 개요
1952년 창립이래 70년 동안 축전지 개발에 집중해 왔다. 2021년에는 세계 130여개국에 US$68,461만불(2020년 연간 : US$67,174만불)의 수출을 실적을 달성하였다.
차량용 및 산업용 연 축전지 등을 제조ㆍ판매하는 회사로서 대표 브랜드로는 '로케트 배터리'가 있다.
소형 건전지 브랜드의 '로케트전기'와는 별개의 회사다.
세방전지는 소형 건전지가 아닌 자동차용, 산업용 등 축전지를 만드는 회사다.
로케트 배터리로 유명한 세방전지(주)의 모태는 1952년 9월 세워진 재단법인 해군기술연구소로, 1959년 3월 재단법인 대양기술연구소로 상호를 바꾸었다. 1961년 7월 진해전지공업소로 개칭한 뒤 1966년 2월 진해전지(주)로 법인 전환했다. 1975년 4월 일본 유아사전지(주)와 기술 및 자본을 제휴했다. 1976년 4월 외국인 투자기업으로 등록했다.
1978년 9월 상호를 진해전지(주)에서 세방전지(주)로 변경했다. 1987년 11월 유가증권시장에 주식을 상장했다. 1979년 11월 창원공장 제2공장을 증설하고 가동을 시작했다. 1983년 3월 품질관리사정 1등급 공장으로 지정되었다. 1985년 10월 창원공장 제3공장 1차 증설, 1987년 6월 창원공장 제3공장 2차 증설을 했다. 이듬해 7월에는 독일 HAGEN사와 기술 제휴했다. 1989년 11월 광주공장을 준공하고 가동했다.
1991년 11월 5천만불 수출의 탑을 받았다. 1992년 10월 프랑스 SAFT사와 기술 제휴했다. 1993년 5월 본사 사옥을 서울시 강남구로 옮겼다. 1994년 11월 산업표준화대상 대통령상을 받았다. 이듬해 11월 품질경영 철탑산업훈장을, 1997년 11월 1억불 수출의 탑을 각각 수상했다. 2003년 12월 광주공장이 FAQ로부터 ISO/TS 16949 인증을 받았다. 2006년 3월 니켈수소(Ni-MH) 전지 생산을 위해 광주공장을 준공했다. 2008년 12월 3억불 수출탑 수상, 2010년 11월 4억불 수출탑 수상, 2014년 12월 6억불 수출탑을 수상했다.
2010년 2월 제1회 국가녹색기술대상을 수상했다. 2013년 11월 국가품질유공자부문 대통령표창을 수상하고, 12월에는 광주 및 창원생산본부가 OHSAS 18001(안전보건경영시스템) 인증을 취득했다. 2015년 10월 사회적 책임경영 경영품질 종합대상을 수상했다.

## 사업
축전지는 크게 충전이 불가능한 1차 전지와 충전이 가능한 2차 전지로 구분되며, 다시 2차 전지는 연 축전지와 비 연축전지로 구분된다. 부문별로는 완성차에 납품하는 OEM시장과 보수용인 A/S시장으로 이루어져 있으며, 용도별로는 자동차용, 산업용, 이륜용, 특수용 등으로 나누어진다.
국내 연 축전지 업체는 10여 개 사가 있으며 그 외형은 2021년말 기준 연간 약 3조원에 달하며, 이 중 세방전지를 포함한 4대 MAKER가 29,504억원으로 98%을 점유하고 있는 과점체제이다.
국내 연 축전지 업체는 10여 개 사가 있으며 그 외형은 2021년말 기준 연간 약 3조원에 달하며, 이 중 세방전지를 포함한 4대 MAKER가 29,504억원으로 98%을 점유하고 있는 과점체제이다.
세방전지의 국내 매출점유율은 42.9%로 대한민국에서 압도적인 점유율 1위의 축전지 기업이다. 세계적으로도 축전지 10대 메이커이다. 매출 비중은 내수 32.9%, 수출 67.1%이다.
주요 파트너로 차량용 제품은 현대자동차, 기아자동차, 쌍용자동차, Volkswagen, BMW 등이 있으며,
산업용 제품은 삼성전자, LG전자, LG디스플레이, KT, SK텔레콤, LG U+, SK브로드밴드, 삼성SDS, SK하이닉스, UNITEL, 한화시스템 등이 있다.
최고의 자동차 메이커들과 전국유명프랜차이즈 정비점,부품전문점에서 사용하고 있으며 국내 유명 보험사에서도 보험출동서비스에 로케트배터리를 이용하고 있다.
국내 주요전자,통신,금융분야는 물론 전력,국방 등 국가 기간산업과 함께 하고 있다.